# Acronicta elongata
Acronicta elongata är en fjärilsart som beskrevs av Charles Oberthür 1884. Acronicta elongata ingår i släktet Acronicta och familjen nattflyn. Inga underarter finns listade i Catalogue of Life.